# Lachapelle-en-Blaisy
Lachapelle-en-Blaisy település Franciaországban, Haute-Marne megyében. Lakosainak száma 84 fő (2022. január 1.). Lachapelle-en-Blaisy Juzennecourt, Montheries és Colombey les Deux Églises községekkel határos.

## Népesség
A település népességének változása:
| Lakosok száma | 102  | 75   | 78   | 80   | 77   | 74   | 81   | 85   | 86   | 84   |
|               | 1968 | 1982 | 1990 | 2006 | 2013 | 2015 | 2017 | 2019 | 2020 | 2022 |